# Герб Нового Роздолу
Герб Нового Роздолу — символ міста Нового Роздолу. Затверджений 12 червня 1991 року рішенням сесії міської ради. Герб є промовистим.
Автор проєкту — А. Гречило.

## Опис
У синьому полі золоте вістря, на якому чорний алхімічний знак сірки, обабіч — золоті сиглі «Н» та «Р».

## Історія
Геральдичне вістря, яке розділяє щит, та золоті літери асоціюються з назвою міста. Золоте поле та алхімічний знак вказують на розробку сірки, що стала причиною виникнення поселення. 